# 応神町東貞方
応神町東貞方（おうじんちょうひがしさだかた）は、徳島県徳島市の町名。2011年1月現在の徳島市の調査による人口は1,143人、世帯数は451世帯。郵便番号は〒771-1154。

## 地理
徳島市の北部に位置し、応神地区に属する。東は応神町吉成、西は応神町西貞方、北は応神町応神産業団地、南は吉野川が東流する。吉野川沿いを徳島県道137号土成徳島線が通り、同道から徳島県道41号徳島北灘線が北に分岐する。

### 河川

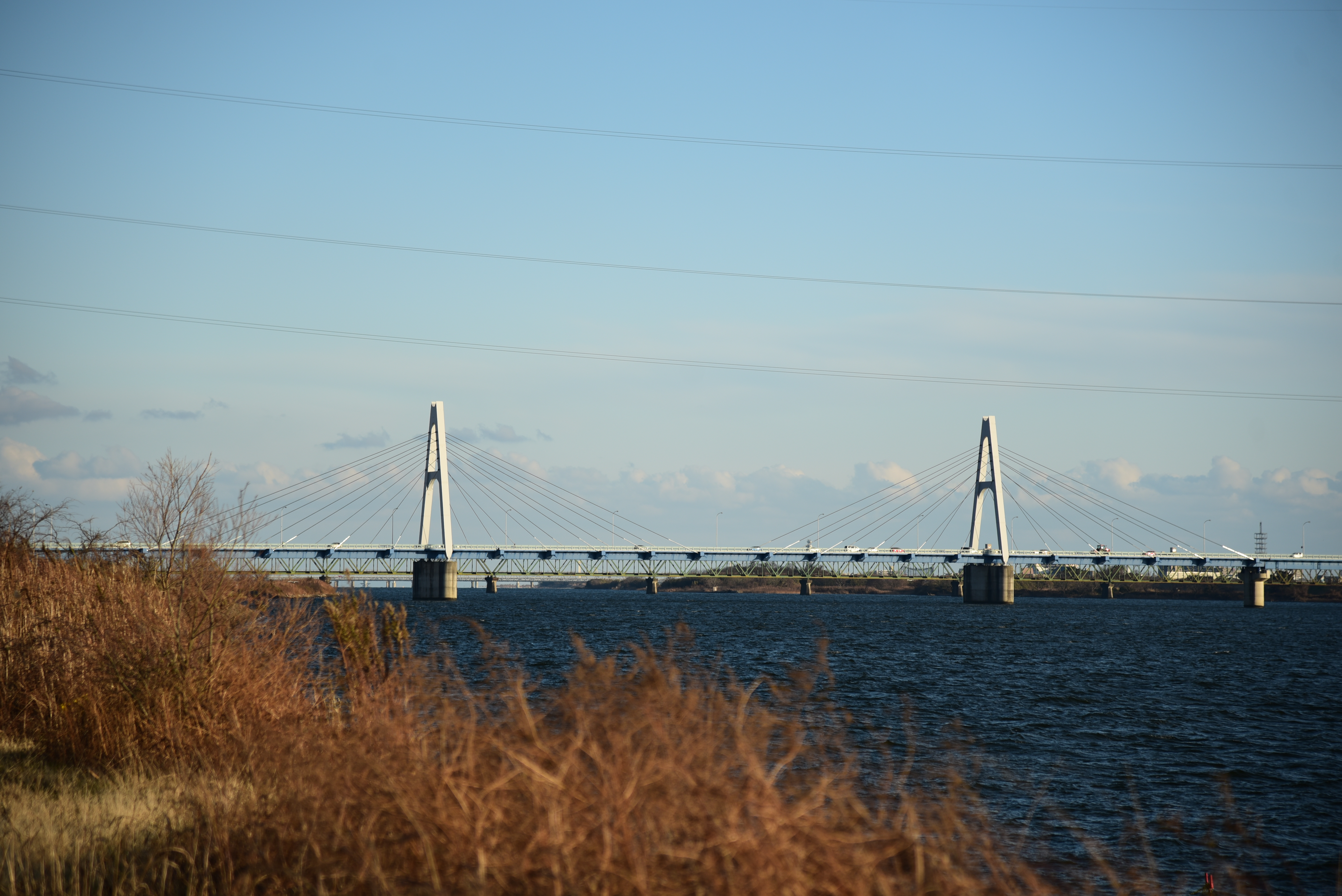
四国三郎橋

- 吉野川 - 四国三郎橋・高徳線吉野川橋梁が架かる。

### 小字
- 北野
- 貞光
- 諏訪ノ市
- 中筋
- 西川淵
- 西中須
- 南川淵
- 八幡前

## 歴史
明治22年までは板野郡東貞方村で、それ以降は応神村の大字となった。それまでの藍作中心から稲作中心へと大きく変化し、また野菜類の栽培も活発になった。
明治18年から始まった吉野川治水工事により川沿いの地域の地形は大きく変化し、江戸期に比較すると数段強固な堤防が築かれたため、明治時代以降は、大きな水害の記録は残されていない。この堤防の上に建設された吉野川北岸堤防道路は、北岸の町村を東西に結ぶ幹線道路となった。
1966年（昭和41年）に応神村が徳島市に編入されたのに伴って現在の地名となる。

## 交通

### 道路
- 徳島県道29号徳島環状線
- 徳島県道41号徳島北灘線
- 徳島県道137号土成徳島線

## 施設
- 藍染工芸館
- 徳島市民吉野川北岸運動広場
- ホンダカーズ徳島本社
- 武威神社
- 弥勒寺